# 片庭ヒメハルゼミ発生地

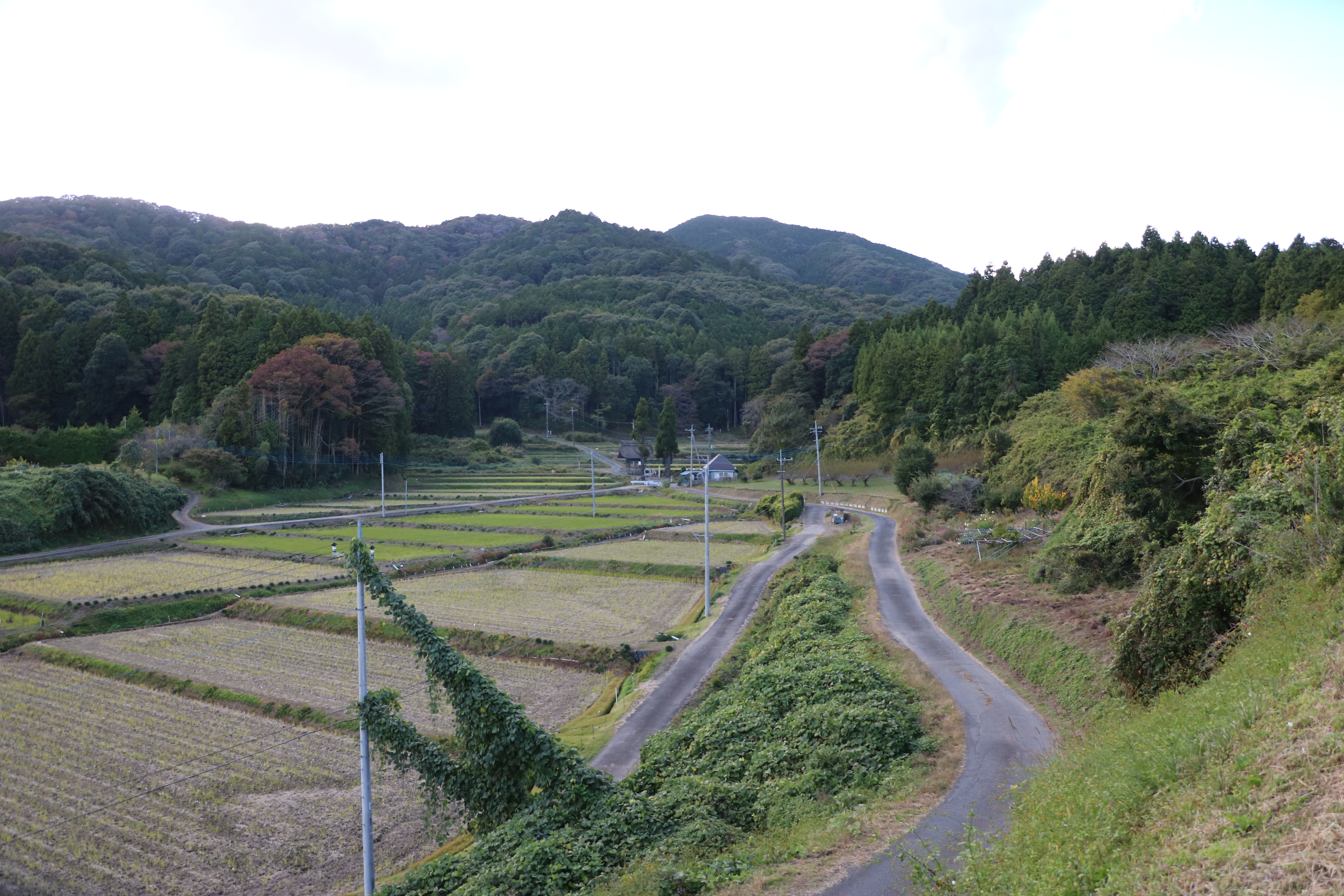
片庭ヒメハルゼミ発生地。2カ所ある指定地のうち、楞厳寺境内のある仏頂山の遠景。画像中央付近に指定地の照葉樹林帯がある。2023年10月24日撮影。

片庭ヒメハルゼミ発生地（かたにわヒメハルゼミはっせいち）は、茨城県笠間市片庭にある国の天然記念物に指定されたヒメハルゼミの発生地である。
ヒメハルゼミ（姫春蟬、学名：Euterpnosia chibensis）は、カメムシ目（半翅目）セミ科に分類される日本固有種のセミの一種で、比較的暖かい気候条件下の九州や四国南部の照葉樹林に生息し、北へ行くにつれ発生地は局限的に点在するようになり、大きく移動しない習性をもつため生息域の連続性がなくなり隔離分布を呈する。生息条件が限られたセミであり、当地はヒメハルゼミの太平洋側における分布最北限地域として知られ、片庭地区にある楞厳寺（りょうごんじ）境内と、同じく片庭地区の八幡神社境内の2カ所が、片庭姫春蝉発生地（後に片仮名へ変更）の名称で、1934年（昭和9年）12月28日に国の天然記念物に指定された。
ヒメハルゼミは他のセミと比較して生存期間が短く、体長も25mm（ミリメートル）前後と小型のセミであるため、その姿を確認することは難しいが、集団で「合唱」する習性があり、非常に大きな鳴き声となって離れた場所まで聞こえることから、姿は見えないものの大きなセミであろうと考えられ、古くから片庭の人々の間で大蝉と呼ばれ親しまれてきた。片庭地区では大蝉に因んだ複数の伝承や里謡が残され、江戸後期には生息地の林の中に蝉の声を聴く「聴蝉所（ちょうぜんじょ）」が設けられ、夏季になると笠間藩の代々藩主や藩士らが蝉時雨を聴くために片庭を訪れるなど、片庭のヒメハルゼミ発生地は生息北限としての生物学的観点のみならず、民俗学や文化的観点からも興味深いものである。
片庭は大正末期から昭和初期にかけ、複数の昆虫学者や地元の教職員らによる調査が行われた日本における蝉類研究の記念碑的な場所でもあり、片庭ヒメハルゼミ発生地は日本に4物件あるセミの発生地を対象とする国の天然記念物のなかで最初に指定されており、昆虫学者の高島春雄は片庭をヒメハルゼミの聖地と表現している。梅雨明けの蒸し暑い風の無い夕方によく鳴き、3-4匹の音頭取り役のセミが鳴き出すのを合図に、数百から数千匹ものヒメハルゼミが一斉に鳴き始め、森の中は激しい夕立のような轟音が響き渡る。

## 片庭の大蝉
片庭ヒメハルゼミ発生地は、茨城県中西部の笠間市中心部から北西側にある片庭地区に所在する。片庭は1955年（昭和30年）まで西茨城郡北山内村であった所で、八溝山から筑波山へ続く山塊の東縁にあたり、すぐ北西側には栃木県芳賀郡茂木町との県境がある。国の天然記念物に指定された楞厳寺境内、八幡神社境内2カ所の発生地は、これら山塊の茨城県側の山麓近くの山腹斜面の照葉樹林が繁る一角に所在する。
今日ではヒメハルゼミとして知られているが、正体が分かるまで片庭の人々には、次のような奇妙な特徴があるため、他のセミと異なる別個のものと認識されていた。このセミは非常に狭い範囲にのみ発生し、森全体が唸り声を上げるような、一種異様な鳴き声を発し、けたたましい音量の蝉時雨となって大きな鳴き声を出すのに、樹上の高い場所に棲んでいるのか容易に姿が見当たらない。また、他のセミ類と比較して発生する期間や鳴く期間が短く、まるで多数のセミが忽然と現れて、また忽然と姿を消すように見えるため、片庭の人々にとって奇妙で不可思議なセミであり、鳴き声の音量の大きさから、さぞ体も大きいのだろうと大蝉と呼ばれていた。

### 伝承と里謡

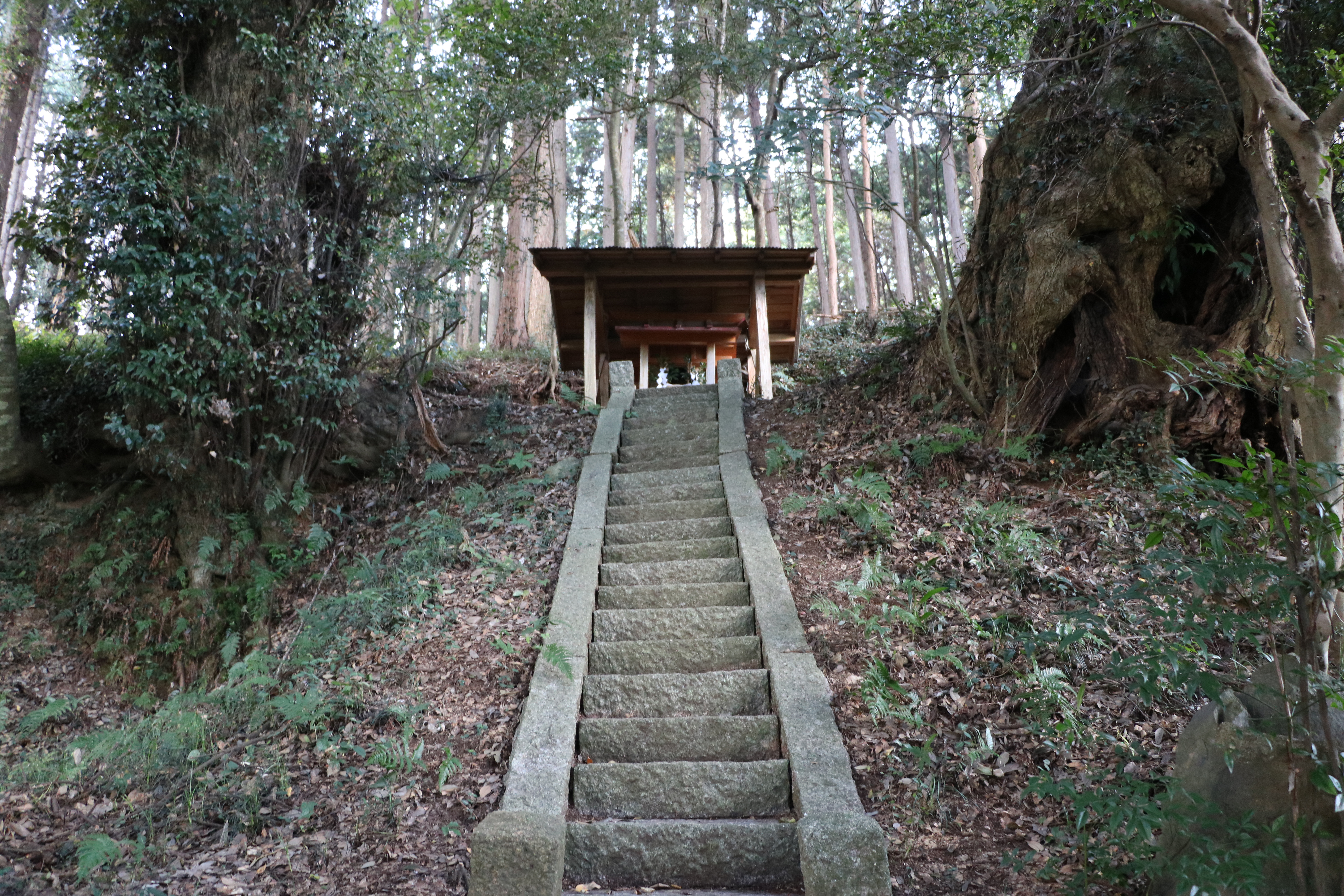
八幡神社の祠。右上角に岩のように見える椎（シイ）の老樹がヒメハルゼミの発生地。2023年10月24日撮影。

この大蝉には弘法大師にまつわる2つの対照的な内容の伝承が残されている。
1つは次のようなものである。昔、八幡神社の下に金持ちの酒造家があり、この家の老婆は金のためなら他人を苦しめてもなんとも思わない性格であった。ある夏の日の夕方、一人の仏僧が托鉢のためこの家に来て一食を乞うたが、破れた笠に破れた衣、身は垢に埋まり二目と見られない風体に老婆は「お前のような乞食坊主が入ってきてはいけない、お前になんかやるようなものがあれば私が食べるのだ。早く帰って水でも飲んで念仏を唱えたらいい」と言うと、仏僧は「宜しい、お前の家が裕福なのに我に一食を惜しみ、そのような悪口雑言を吐くならば考えがある。お前は今、私に水を飲んで念仏を唱えろと言ったな。不如汝成蝉以飲水喝。」と大声で唱えつつ、境内の大きな椎の木を指さすと、今までいた老婆の姿が忽然と消えて椎の木に数千もの蝉が生じたという。この仏僧は当時、片庭の北隣にある西茨城郡七会村大字徳蔵（とくら）（現東茨城郡城里町徳蔵）の徳蔵寺に逗留中の弘法大師であったといい、それ以来、片庭の人々はこの蝉を捕ると罰が当たると信じ、抜け殻にさえ手を触れなかったという。
もう1つの伝承も徳蔵地区と弘法大師にまつわる話であるが、内容は大きく異なる。弘法大師が徳蔵に滞在していた時、徳蔵村の長者の娘の徳蔵姫（とくらひめ）に大師は恋い慕われるようになった。そのことに気付いた大師は、ある夜、自分の姿を木像に刻み衣を着せ、翌朝、気付かれないように徳蔵を後にした。大師がいないことに驚いた徳蔵姫は大師を追いかけて近隣の村々を探し求め、やがて片庭まで来たところで遠くを見渡せる高い木に登った。しかし大師の姿はどこにもなく、悲観に暮れた姫は大声で泣き続け、やがて姫の姿は蝉になってしまったという。
また、片庭の大蝉は古い里謡にも詠まれている。
- 〽 逆川ゆけば高岡と　鮎田のどうちで夜が明けた　倉見の里で日が暮れて　徳蔵でとりつくり考へて　赤澤の坂で夜が明けた　ゆらゆら行けば片庭の　鳴く蝉きいて気がついた[† 1]

これらの伝承や里謡の内容から片庭に生息するセミは特別なものとして、古くから人々に知られていたことが分かる。

### 江戸後期の記録と聴蝉所

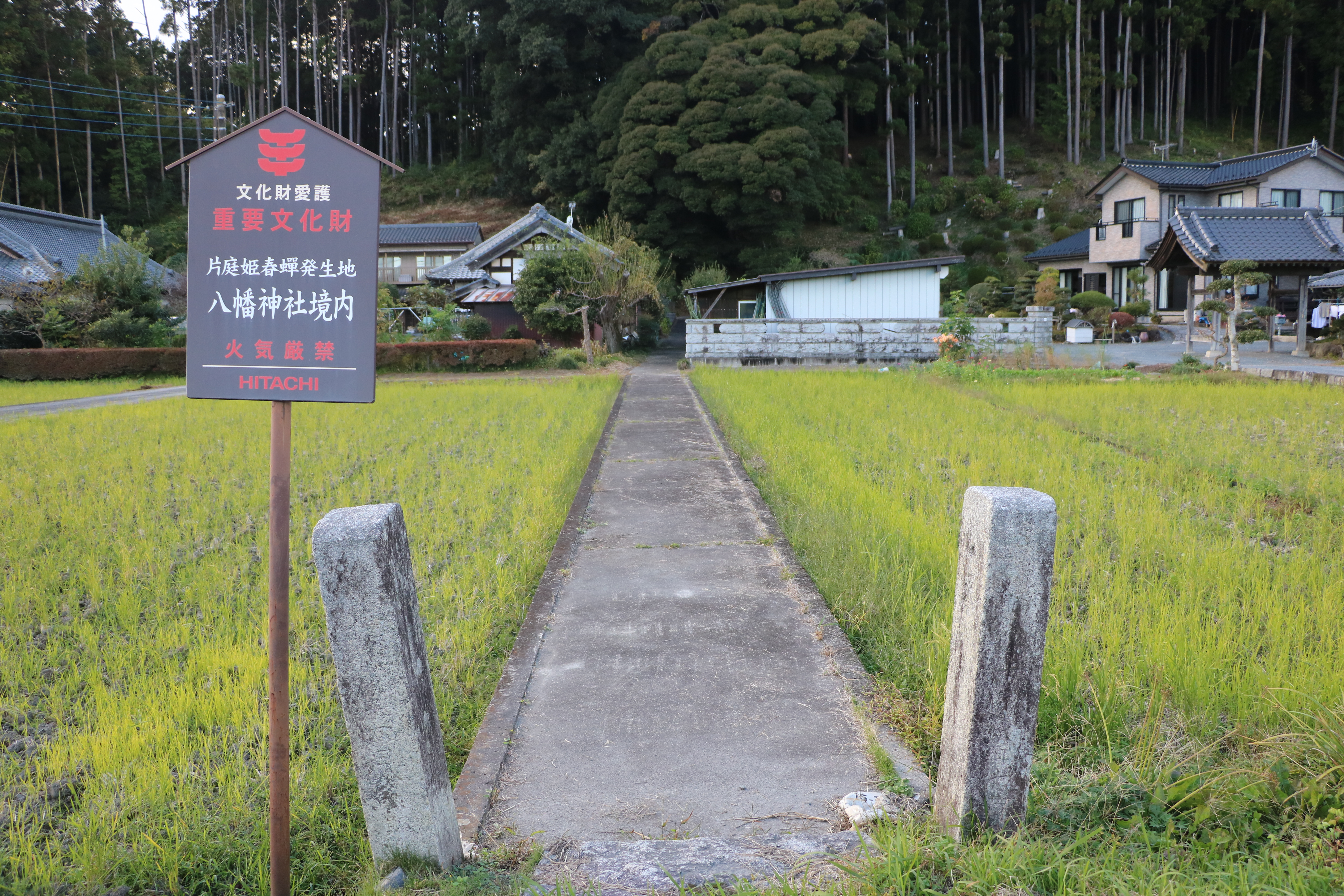
八幡神社の入口にある天然記念物指定表示。2023年10月24日撮影。

片庭の大蝉の記録として残る最古のものは、1809年（文化6年）6月の郡奉行役員の記録の中に見られる。
片庭村多蝉、百姓佐惣次、又右衛門、裏山にて啼き候。
の一文である。これは郡奉行役員が記した農村部の記録で、多蝉とは大蝉、ヒメハルゼミのことである。文化6年は常陸笠間藩の第3代藩主牧野貞喜が治めていた時代であるが、藩の記録に農民2人が裏山で蝉の鳴き声を聴いたという内容が残されていることとなり、これは江戸期の村々の記録の中でも特異なことと考えられている。
国学者の中山信名（1787年/天明7年 - 1836年/天保7年）が著した『新編常陸国誌』の、巻5村落の片庭の項目では大蝉に関する内容が次のように記されている。

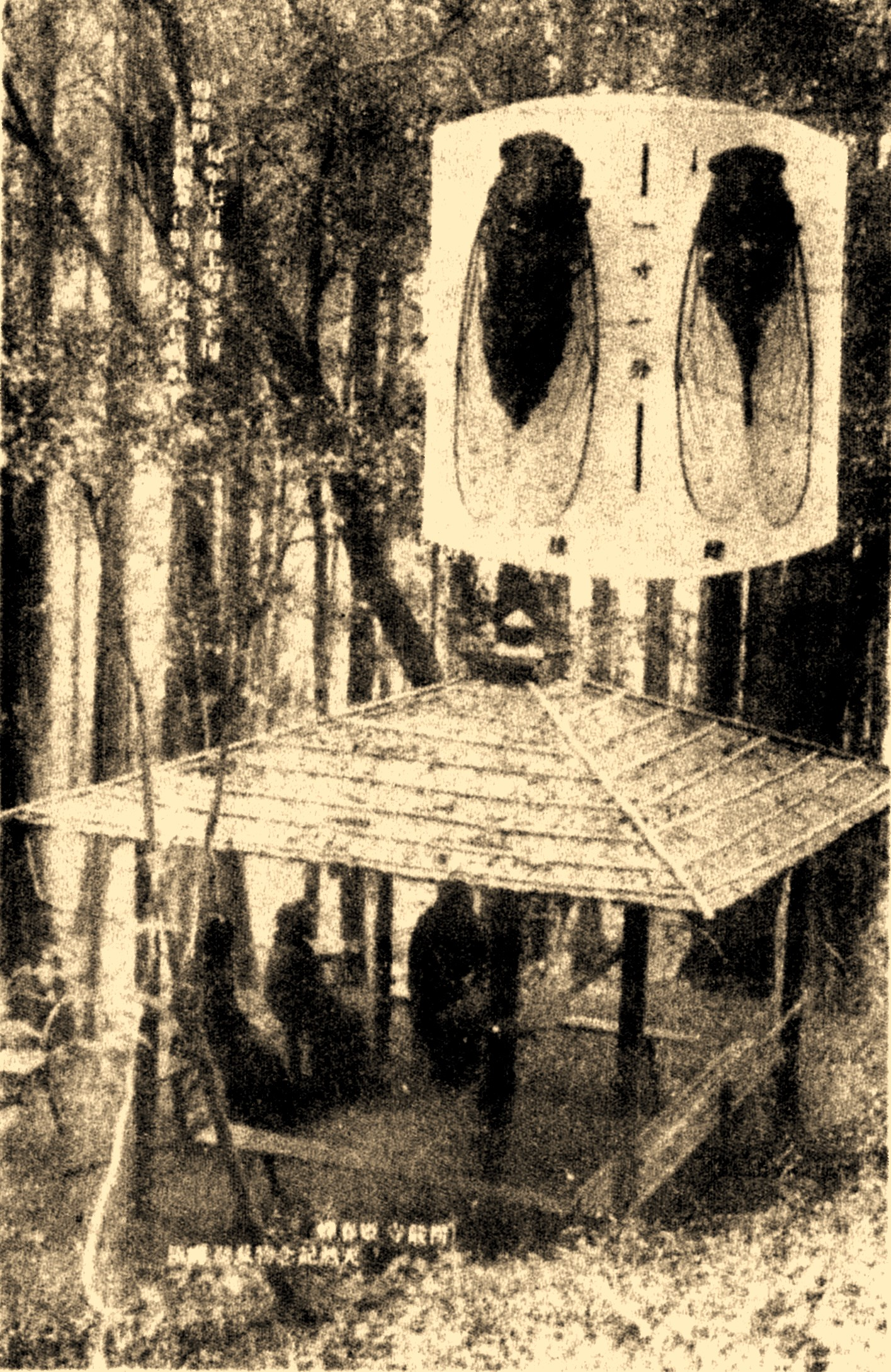
楞厳寺境内の聴蝉所。1938年（昭和13年）頃。

これは1800年代前半に中山信名が著したものを元にして、水戸藩に仕えた国学者栗田寛によって編纂されたもので、栗田の没後の1901年（明治34年）に出版されている。この中で栗田は片庭の大蝉について次のように追加補記している。
茨城郡片庭村ニ一種ノ蝉アリ、其聲甚ダ大ニシテ尋常ニ倍セリ、近村傳ヘテ片庭ノ大蝉と称ス
『新編常陸国誌』上巻土産の部 土人傳説物産誌 栗田寛。
このように片庭の大蝉は江戸後期には笠間藩や水戸藩内で広く知られていたことが分かる。
正確な年代は不詳であるが笠間藩の藩主が、この大蝉の声を聴くため片庭を毎年訪れており、「聴蝉所」と呼ぶ四阿（あずまや）が設けられ、藩士らと蝉の声を聴く会が催されていたという。
明治期以降は蝉聴きの集まりはなくなったが、国の天然記念物に指定された後の1938年（昭和13）年の7月に、片庭を訪れた昆虫学者の高島春雄は、楞厳寺で5枚1組の絵葉書を購入しており、この中の1枚に「聴蝉所」の四阿とヒメハルゼミがコラージュされたものがあり（右記画像参照）、高島自身も楞厳寺境内の「聴蝉所道」の標示と、縁台と椅子が設けられた四阿を確認している。
この四阿は現存しないが、1986年（昭和61年）の『常陽藝文（12月号）特集・茨城の天然記念物』では、聴蝉所跡として楞厳寺境内の痕跡の写真が添えられている。

## 研究史

### 村民挙って愛護する珍しい蝉に就いて

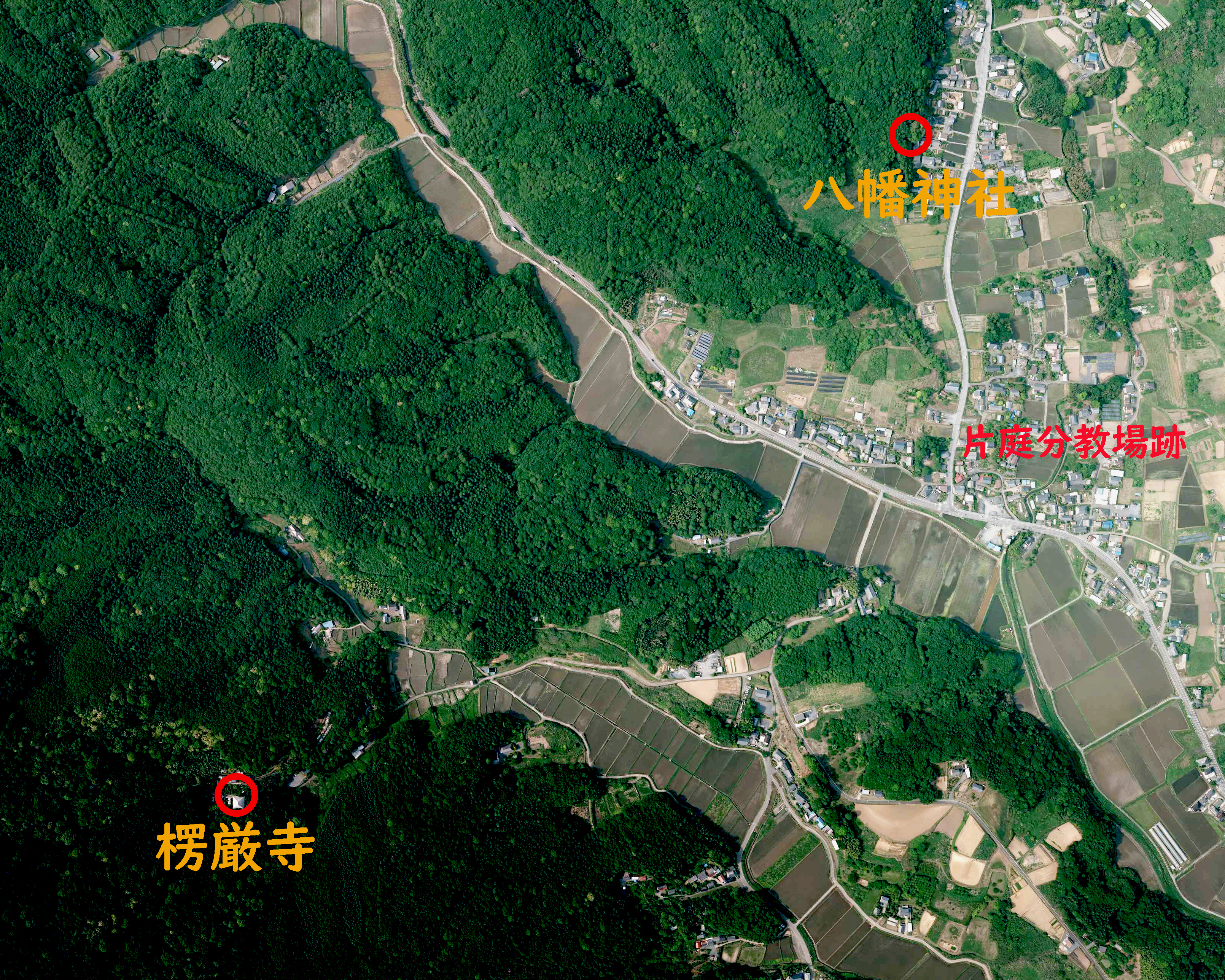
片庭ヒメハルゼミ発生地周辺の空中写真。片庭分教場跡と八幡神社、楞厳寺の位置関係を示した。
指定地である八幡神社と楞厳寺は直線距離で約1.4km離れており、中間部には類似する照葉樹林が存在するが、ヒメハルゼミは指定地の2カ所にしか発生しない。
。（2022年5月19日撮影の画像を使用作成）

ヒメハルゼミの名前が学術的に最初に確認できるのは1905年（明治38年）に、谷貞子が『昆虫世界』第9巻第91号へ行った報告である。このセミは春蝉（ハルゼミ）に似ているが小型で優しい印象を与えることから谷は「姫春蝉」の名前を付けて記載したが、標本の採集者であり提供者の佐藤栄はこの時点で故人となっていたため、採集地が千葉県と新潟県であることは判明していたものの、詳細な採集地が不明であり学名も判然とせず、sp?（sp. species）としている。それから10年以上が経過した1917年（大正6年）に、松村松年により千葉県八幡山を模式産地としたうえで、学名 Euterpnosia chibensis 新属新種として発表した。
片庭の大蝉、すなわち片庭地区のヒメハルゼミがはじめて学術的に調査されたのは、1925年（大正14年）の春に、教員であった堀江廣が当時あった片庭分教場へ赴任したことがきっかけであった。
堀江は赴任後しばらくたった初夏、聞きなれないセミの盛んな鳴き声を聴いて奇異に感じ、片庭の人々に訊いても「大蝉」と言うだけで、正確な名前も詳細な形状も知るものは無かった。そこで堀江は翌1926年（大正15年）の夏から教諭の仕事の合間を縫って調査を開始した。
堀江が奇異に感じたのは鳴き声の音量の大きさで、鳴き声の発生源を調べると片庭分教場の北北西に約150m（メートル）の場所にある八幡神社の境内だと分かり、その後、同じ片庭地区のもう一つの発生地である楞厳寺境内を含め周辺一帯の調査を継続し、大蝉の本体や抜け殻の確認、鳴き声の機序などをまとめ、片庭の人々が大蝉と呼ぶセミの正体がヒメハルゼミであろうことを突き止めた。
堀江は1927年（昭和2年）にこの内容を水戸中学校（現茨城県立水戸第一高等学校・附属中学校）の佐藤甲に報告し、さらに佐藤から報告を受けた水戸高等学校 (旧制)（現茨城大学）の菊地一教授らと3年間にわたり現地調査を継続して行った。
菊地は片庭で採集した標本を北海道大学農学部の昆虫学教室へ送り同定を依頼し、同教室の内田登一が先述の松村による千葉県産の標本と比較を行ったところ、チバヒメハルゼミ  Euterpnosia chibensis Matsumura であると返事が返ってきたという。これらの研究成果を知った昆虫学者の加藤正世は堀江を称賛し、自ら片庭へ赴き精査した結果、間違いなくヒメハルゼミであると確認し、1930年（昭和5年）に加藤との共著『村民挙って愛護する珍しい蝉に就いて』とする論文を、名和昆虫研究所の発行する『昆虫世界』第34巻第399号に発表した。

### 八幡神社と楞厳寺の発生地
片庭分教場に赴任した堀江が最初に気付いた八幡神社は、片庭地区の小字のひとつ大内（おおじ）にあり、大内無格社八幡社というのが正式名称であるが、短い石段の上部に小さな祠があるだけの簡素なもので、境内一帯の所有者も当地の氏子23名による共有であった。氏子らへの聞き取りによると、かつて大蝉の声は八幡神社から1 km（キロメートル）ほど東側に離れた一里塚（八幡神社の丘に対面する東側の丘陵の下部）まで聞こえていたという。
今日の八幡神社は栃木県道・茨城県道1号宇都宮笠間線の片庭交差点から、茨城県道226号鶏足山片庭線へ入り550mほど北進した左手（西側）に、石柱が2本並列した場所があり、その間の畦道を入った正面に所在する。神社の祠は南北に長い低い小さな丘の東面にあり、麓には人家や水田があって、斜面にはカシ、シイが自生している。短い石段の右手にシイの老樹が3株あり、ヒメハルゼミはそのうち一番下にあるシイの巨木に最も多く群生することが確認された。
もうひとつの発生地は、片庭地区の南西にある臨済宗妙心寺派寺院楞厳寺 (笠間市)の境内で、仏頂山（標高430.8m）の東麓にあたり、八幡神社から直線距離で約1.4 kmの場所にある。八幡神社でのヒメハルゼミの発生生息個所はわずか3株のシイであるが、楞厳寺境内の裏山では多数のシイに発生生息していることが確認された。

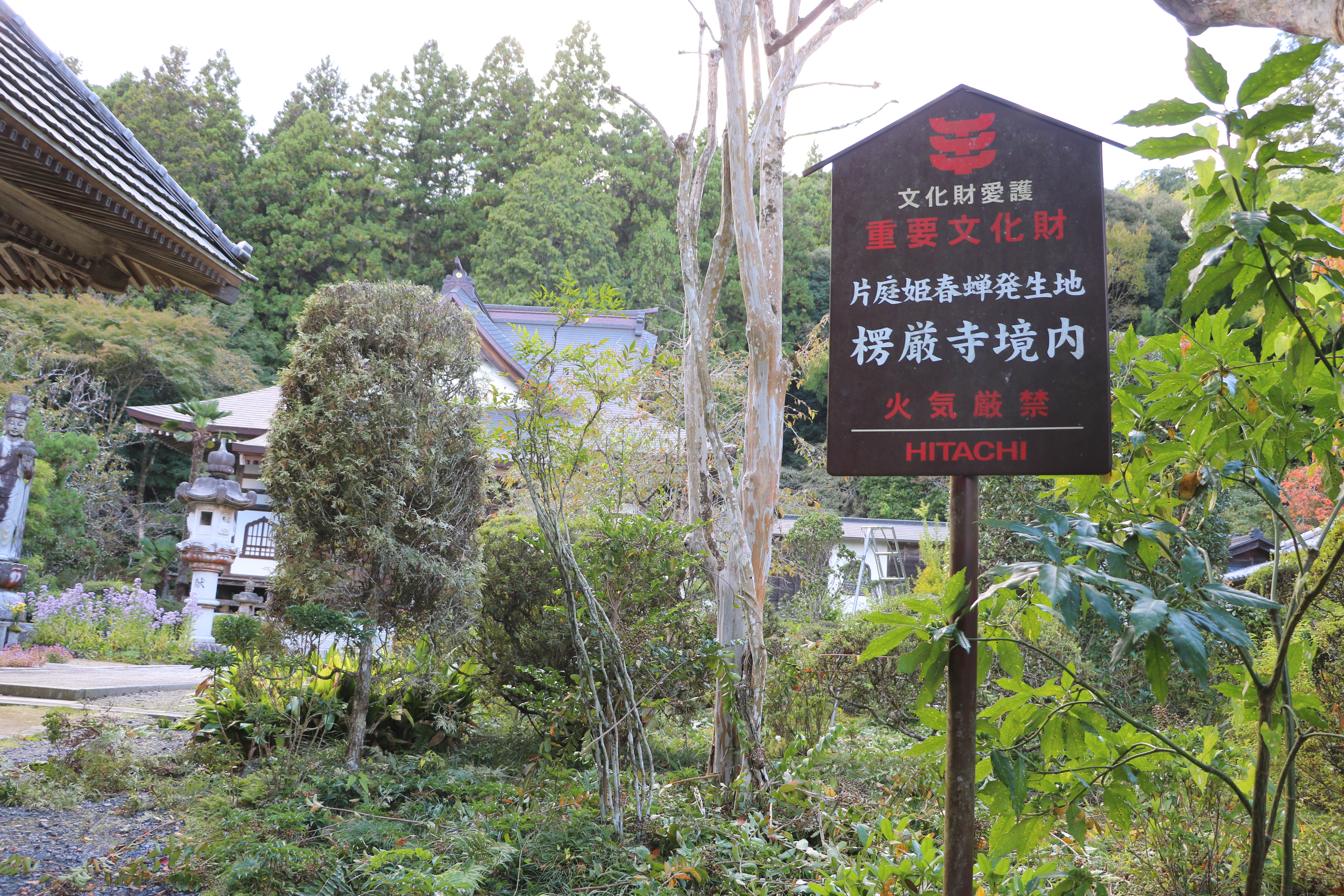
楞厳寺境内にある天然記念物指定表示。2023年10月24日撮影。

楞厳寺の生息地は三方が山に囲まれた小さな谷状の地形になっており、西側と北側が山で囲まれているため、冬季の冷たい風の影響を受けにくく、カシやシイなどの照葉樹が豊富でヒメハルゼミの発生に適した環境である。
ただ不思議なことに、この楞厳寺と八幡神社のほぼ中間地点にも同様のシイの自生する場所が数カ所あるが、これら中間地点ではどれほど探してもヒメハルゼミの発生や生息は確認できなかったという。昆虫学者の加藤正世はこの理由について、ヒメハルゼミの遠距離飛翔をしない習性によるものと指摘している。

### 音頭取りで合唱する蝉

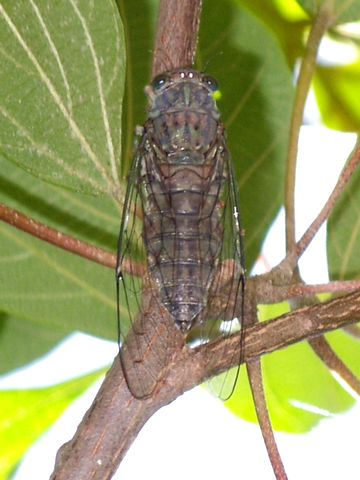
ヒメハルゼミのオス。体長は約25mmと非常に小型であるため姿を確認するのは困難である。

ヒメハルゼミは他のセミ類と比較して発生期間が非常に短い。多くのセミは約3か月間にわたって発生するが、ヒメハルゼミは僅か10日から2週間ほどの期間に発生する。ここで言う発生とは地中の幼虫が羽化のため地上に現れることを言い、その時期は地方によって異なるが大抵は7月の上旬である。片庭における発生時期については、先述の堀江、加藤の1927年（昭和2年）から1929年（昭和4年）までの3年間の調査によれば、土中から出現（発生）する日時は7月6日から7月15日の期間にわたり、最も多く出現したのは7月8日頃である。また初鳴は7月8日頃で鳴き声は7月27日頃まで確認され、最も盛んに鳴くのは同15日から20日の間であった。
ヒメハルゼミの鳴き方には大きな特徴があり、堀江、加藤の『村民挙って愛護する珍しい蝉に就いて』によれば、聞きなしは次のように現わされている。
- Carrrrrrrr…………… Meem meem meem meem……………！

この最初の Carrrrrrrr…………… というのは前奏者と言われるもので、規則的に3回から4回ほど鳴くが、鳴くのは大抵1匹で多くても3-4匹であるが、この規則的な Carrrrrrrr…………… を合図に他の数百数千ものセミが一斉に鳴き始め、森全体がヒメハルゼミの「合唱」の大音響に包まれる。合唱はおおよそ20分から30分ほど続くが、前触れもなく唐突に鳴き止み森の中は再び静かになる。このようにヒメハルゼミは際立って特徴的な鳴き方をするセミで、特に最初の合図を出すかのような Carrrrrrrr…………… と鳴くセミを片庭の人々は古くから「音頭取り」と呼んでいる。
上記はあくまでも堀江と加藤（1930年）による聞きなしの表記であるが、そもそもオノマトペは文字に起こすのが一様ではなく、ヒメハルゼミの鳴き声（オス）は「ギーオ、ギーオ…」「ウイーン、ウイーン…」などとも表現される。
発声の時間などは一定の条件が見られ、早朝6時頃から散発的に鳴くが、午後は声が大きくなり発声時間も長くなり、夕方はより一層音量が大きく強くなる。また、気温の低い日は声が小さく、かつ回数も少なく時間も短い。雨天でも気温が低くなければ鳴くが、蒸し暑い日や驟雨の来そうな直前は特に激しく強く鳴く。
音頭取りのセミは幹や枝に制止するため確認できることもあるが、その他多くの合唱をする数百数千のセミは梢に近い横枝の上面に静止しているため、地上からはほとんど確認することは出来ない。静止する樹種は片庭ではほとんどがシイの樹上で僅かにカシにも静止している。一方、音頭取りのセミは一ヶ所に静止することはなく、鳴き終われば別の樹木に移動し、かなり離れたスギやカキの木などで鳴くこともあり、寿命が近づくと民家の庭木などへも飛び込んでくるという。
堀江、佐藤、菊地による4ヵ年の現地調査は多岐にわたり、詳細に記録が撮られたが、地元の古老らからの興味深い話もあり、1930年（昭和5年）7月17日の記録として、次のような内容が報告されている。1930年（昭和5年）は発生が6月30日と非常に早く、鳴き声も前年までと比較して小さく感じられたという。かつて蝉が減少したときのことを知っているという古老がおり、7月17日に話を聞きに訪れた。古老によれば明治35年の暴風雨の後、例年に比べ蝉の声が小さいと感じたことがあった。家族で話をすると古老の父親がかつて（古老の祖父）から聞いた話として、100年ほど前にも蝉の鳴かない年があり、その年は大凶作であったという。その話の記憶があるので、今年（昭和5年）は自分の家まで鳴き声が届かず心配していたが、12日には非常によく聞こえ、13，14，15日と3日続けて聞こえたので安心したところであると語った。このように大蝉の声は片庭の人々にとって古くから生活に深くかかわっていたことが分かる。

### 天然記念物の指定

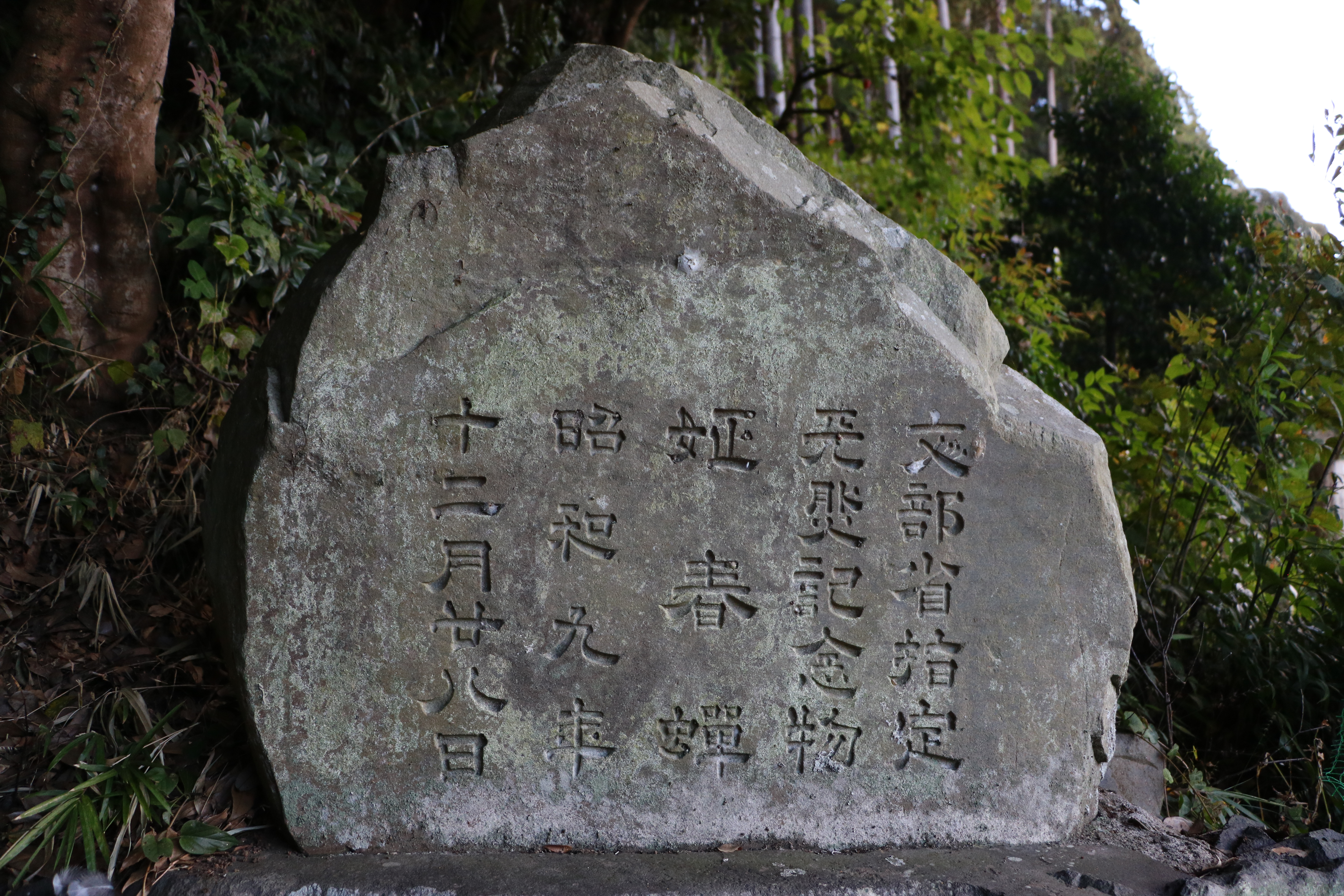
八幡神社の石段脇に建立された天然記念物石碑。2024年10月24日撮影。

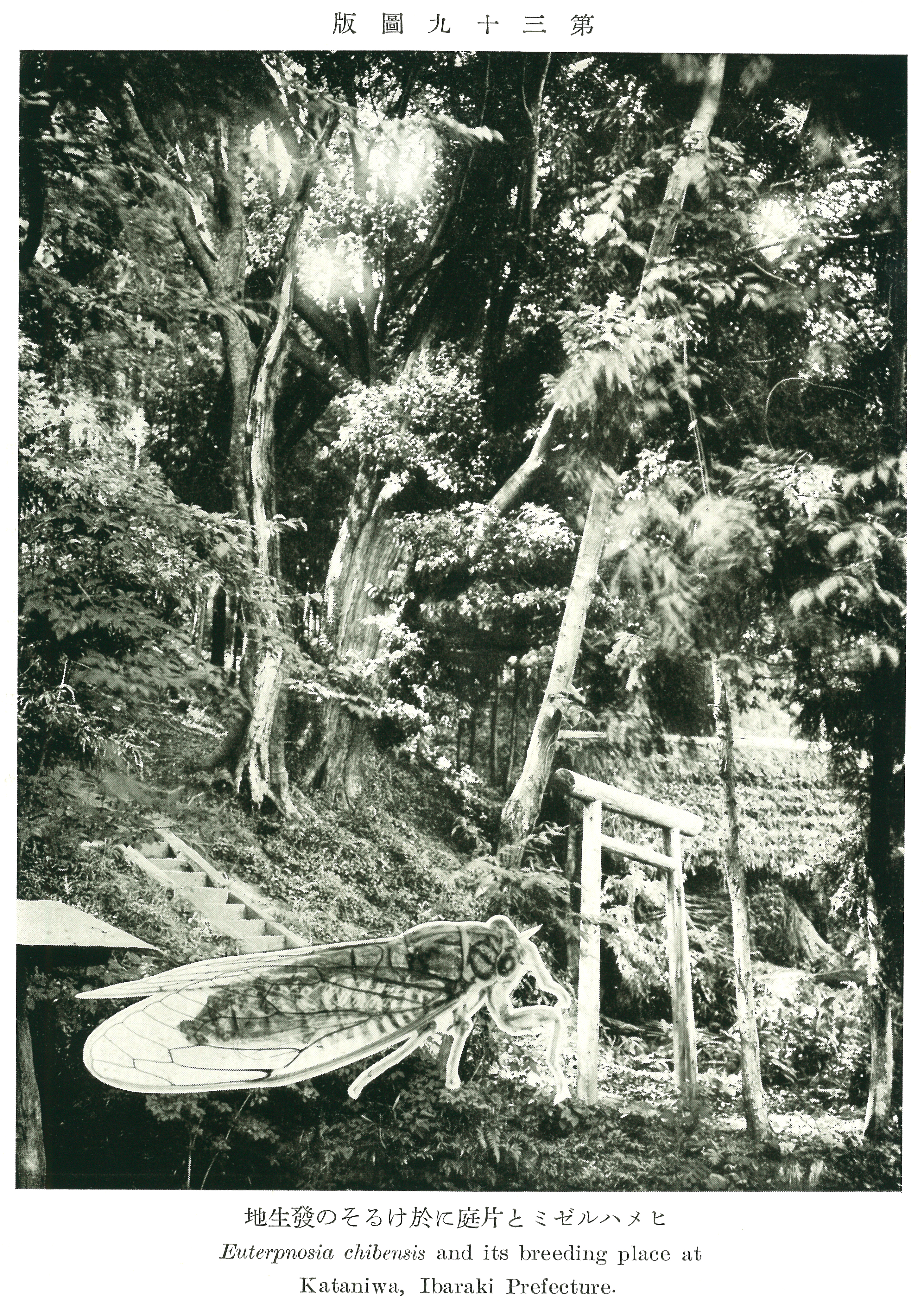
『天然紀念物調査報告 動物之部 第3輯』に添付された八幡神社とヒメハルゼミをコラージュしたモノクロ写真。

片庭の大蝉ことヒメハルゼミは研究調査の発表により広く知られるようになり、1929年（昭和4年）11月に茨城県下で開催された陸軍特別大演習に昭和天皇が天覧に訪れた際、片庭のヒメハルゼミの標本も見学している。この標本は前述した水戸高等学校の菊地が北海道大学の内田へ同定を依頼し、チバヒメハルゼミ  Euterpnosia chibensis Matsumura とされた標本そのもので、天覧の際には笠間稲荷神社社掌の塙嘉一郎が作成し献納した『西茨城郡名所旧蹟写真絵巻』に、片庭の大蝉が収録され次の一文が添えられている。
コノ蝉ハ椎ノ老樹に群棲、一・二ノモノ鳴キ始ムルト一斉ニ鳴キ、ソノ声大トナル、大蝉ノ名ノ起因。
昭和初期には天覧に供せられることは名誉なことであり、片庭の村人たちは「大蝉保護同志会」を結成し、保護策を講じる機運が高まったという。
この当時、昆虫類を対象とする国の天然記念物はほとんどなく、ことセミに対する指定物件は皆無であったが、この間にも先述の水戸中学校の佐藤により関係各所へ天然記念物指定願いが提出されるなど、関係者の活動が実り、1934年（昭和9年）12月28日に、片庭姫春蝉発生地として文部大臣松田源治により、国の天然記念物に指定された。
指定に関する文部省による報告書は、指定から約3年後の1938年（昭和13年）1月20日に発行された『天然紀念物調査報告 動物之部 第3輯』の中で、動物学者の鏑木外岐雄によって詳述されているが、その内容は1930年（昭和5年）の加藤正世と堀江廣による共著『村民挙って愛護する珍しい蝉に就いて』がベースとなっている。八幡神社の指定地には石段に隣接して握り飯状の石碑が建てられ「文部省指定 天然記念物 姫春蝉 昭和九年十二月廿八日」と5行で刻まれている。
片庭での指定に影響され、茨城県下の筑波山東麓の2カ所で「同じようなセミ」が存在することが地元の人々から相次いで報告された。新治郡葦穂村字小山田と同じく新治郡小桜村字菖蒲沢の2カ所で、いずれも今日では合併により石岡市になっており、2件とも石岡市の天然記念物に指定されている。片庭に近い小山田では同じく「大蝉」と呼ばれ、菖蒲沢では「樫蝉」と呼ばれていた。双方とも以前より変わったセミだと住民らは気づいており、道行く人々も大きな声を聴いて怪しんでいたという。ただ双方とも片庭より南に位置しており、太平洋側における分布最北限地域が片庭であることに変わりは無い。
隔離分布により限られた場所にしか生息しないことに加え、特徴的な鳴き始め、合唱する習性により古くから人々の注目を集めたヒメハルゼミであるが、近年はその鳴き声の合唱に対する音響工学的研究、周波数スペクトル解析などが行われている。解析によればヒメハルゼミの合唱による音質は倍音を伴った5キロヘルツ（kHz、103Hz）付近の低域部と14 kHz前後の高域部の2カ所に音圧のピークをもつ2山構造になっていることがわかり、さらに人間の耳には聞こえない20 kHz以上の超音波が続いている。これらが蝉時雨となって強弱を繰り返しながら、大音響の唸るような大合唱となって数十分から1時間近くも続く。
近年、八幡神社の指定地では周辺の開発などに伴い発生数が減少しているが、片庭地区では発生時期になると地元主催の観察会を開催し、ヒメハルゼミの声を聴く参加者が訪れている。

## 交通アクセス
- ここでは楞厳寺へのアクセスを示す。

所在地
- 茨城県笠間市片庭775[57]。

交通
- 北関東自動車道友部インターチェンジより車で17分。同笠間西インターチェンジより車で18分[57]。
- JR水戸線笠間駅より車で約10分（7キロメートル）[57]。